# 3
3 (III) var ett normalår som började en måndag i den proleptiska julianska kalendern, men i verkligheten ett normalår som började antingen en måndag eller tisdag i den julianska kalendern (se skottårsfelet i den julianska kalendern för mer information).

## Händelser

### Okänt datum
- Den romerske kejsaren Augustus styre förlängs med tio år.
- Augustus adopterar sitt barnbarn, Gaius Caesar, med tanken att denne skall efterträda honom. Gaius blir prokonsul och skickas på ett specialuppdrag österut.
- Lucius Aelius Lamia och Marcus Servilius Geminus blir konsuler i Rom.
- Fem germanska stammar enas av Marbod, kung över markomannerna. Enandet av dessa fem stammar utgör ett direkt hot mot Rom.

## Födda
- Paulus, apostel, en av Jesu lärjungar (död omkring 67)
- Ban Biao, kinesisk historiker (död 54)